# Giorgio Bronzini
Giorgio Bronzini (Viadana, 20 aprile 1990) è un rugbista a 15 italiano, attivo nel ruolo di mediano di mischia del Viadana ed internazionale per l'Italia.

## Biografia
Bronzini iniziò a giocare sin da bambino insieme a suoi fratelli gemelli (Pietro e Andrea) con il Viadana, squadra della sua città natale, ricoprendo inizialmente il ruolo di primo centro. In seguito, giocando con l'Under-15, cominciò a ricoprire il ruolo di mediano di mediano di mischia, fino a debuttare in Eccellenza nel 2009 sempre con il Viadana.
La stagione successiva si trasferì al GranDucato, e l'anno seguente ebbe l'opportunità di disputare il Pro12 insieme alla franchigia degli Aironi. Nel 2012 tornò a giocare in Eccellenza con il Viadana per due anni, poi si unì al Rovigo con il quale vinse il campionato di Eccellenza 2015-16.
Nel 2016 fu ingaggiato dal Benetton e il 12 novembre dello stesso anno, dopo avere fatto già in precedenza parte della Nazionale Emergenti, giocò la sua prima partita con l'Italia affrontando la Nuova Zelanda allo Stadio Olimpico di Roma.

## Palmarès
- Campionati italiani: 1
Rovigo: 2015-16
- Trofei Eccellenza : 1
Viadana: 2012-13